# Danton (filme)
Danton (br Danton - O Processo da Revolução; pt O Caso Danton) é um filme franco-polono-alemão de 1982, dos gêneros drama e ficção histórica, dirigido por Andrzej Wajda.
Danton teve público de 1.392.779 pessoas na França.

## Sinopse
Após a Revolução Francesa, a França vive uma nova onda de terror. Danton, um dos líderes da revolução, enfrenta o governo na tentativa de mudar a situação. Confiando no apoio popular, ele entra em choque com Robespierre, seu antigo aliado, mas acaba sendo levado a julgamento.

## Elenco
- Gérard Depardieu.... Danton
- Wojciech Pszoniak.... Robespierre
- Anne Alvaro.... Eleonore
- Roland Blanche.... Lacroix
- Patrice Chéreau.... Desmoulins
- Emmanuelle Debever.... Louison
- Krzysztof Globisz.... Amar
- Ronald Guttman.... Herman
- Gérard Hardy.... Tallien
- Tadeusz Huk.... Couthon
- Stéphane Jobert.... Panis
- Marian Kociniak.... Lindet

## Prêmios e indicações

### Prêmios
BAFTA
- Melhor Filme Estrangeiro: 1984[carece de fontes?]

 César
- Melhor Diretor:' Andrzej Wajda - 1983[carece de fontes?]

 Montreal World Film Festival
- Melhor Ator: Gérard Depardieu e Wojciech Pszoniak - 1983[carece de fontes?]

 Festiwal Polskich Filmów Fabularnych w Gdynia
- Prêmio da Crítica: 1984[carece de fontes?]

 National Society of Film Critics Award
- Melhor Ator: Gérard Depardieu - 1984[carece de fontes?]

 London Film Critics' Circle
- Melhor Diretor:' Andrzej Wajda - 1984[carece de fontes?]

### Indicações
César
- Melhor Filme: 1983[carece de fontes?]
- Melhor Ator: Gérard Depardieu - 1983[carece de fontes?]
- Melhor Roteiro Adaptado: 1983[carece de fontes?]
- Melhor Som: 1983[carece de fontes?]